# 鼠尾草酚
鼠尾草酚是一种酚类二萜，化学式C20H26O4。鼠尾草酚和鼠尾草酸是抗氧化剂和防腐剂“迷迭香提取物”（"extracts of rosemary"，E编码E392）的主要活性成分。